# Bruno Armirail
Bruno Armirail (født 11. april 1994 i Bagnères-de-Bigorre) er en cykelrytter fra Frankrig, der er på kontrakt hos Decathlon-AG2R La Mondiale.